# Đường Nguyễn Hữu Cảnh, Thành phố Hồ Chí Minh
Đường Nguyễn Hữu Cảnh là một con đường tại Thành phố Hồ Chí Minh, chạy từ đường Tôn Đức Thắng (Quận 1) đến đường Điện Biên Phủ (quận Bình Thạnh). Đây là một trong những trục đường huyết mạch kết nối cửa ngõ phía đông với trung tâm thành phố.
Đường được đưa vào khai thác từ năm 2002, tuy nhiên không lâu sau đó đã xảy ra tình trạng sụt lún, hư hỏng, trở thành một trong những điểm ngập nặng nhất trên địa bàn Thành phố Hồ Chí Minh những lúc mưa và triều cường nên còn được mệnh danh là "rốn ngập" của thành phố.

## Vị trí

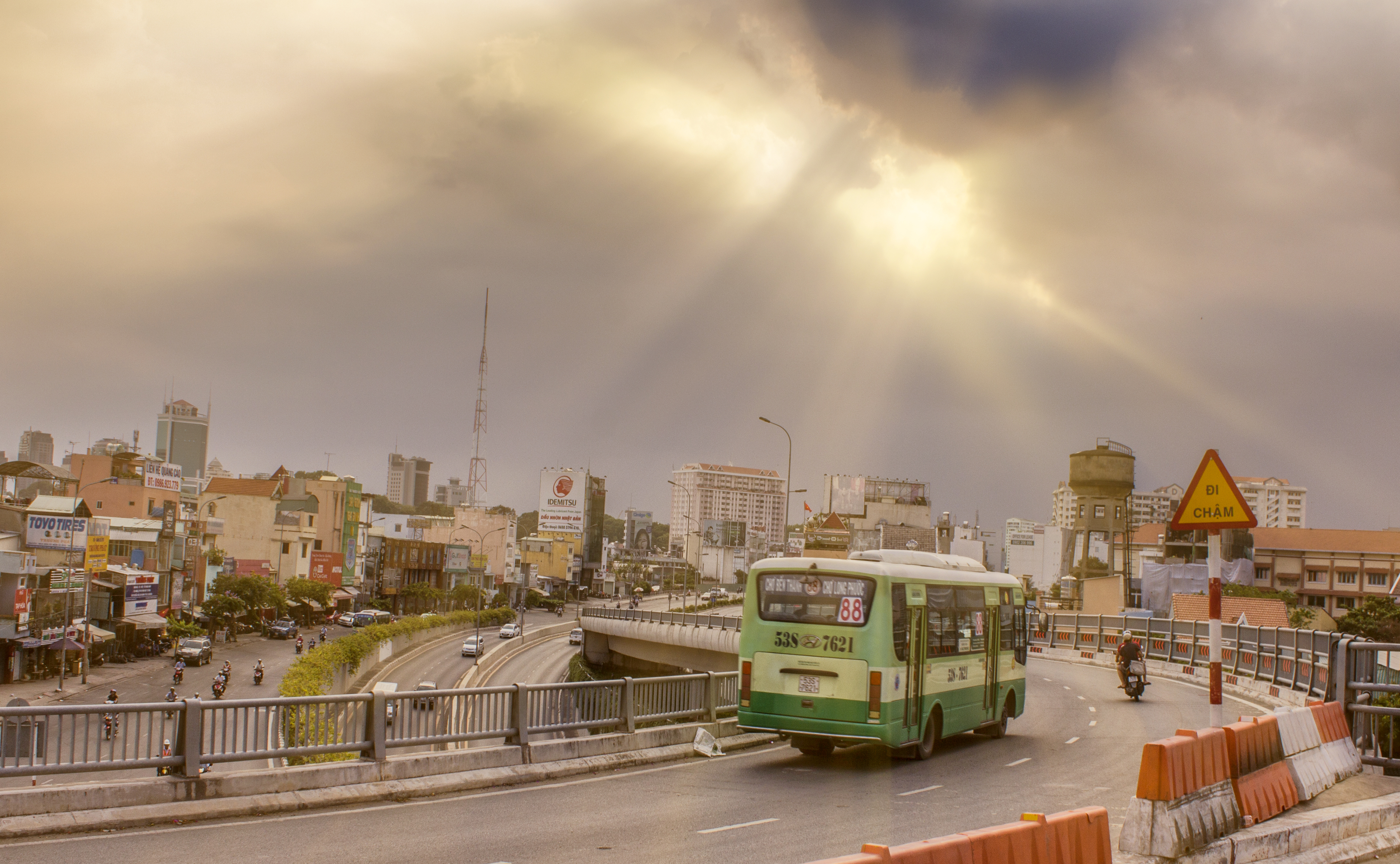
Nhánh cầu Thủ Thiêm rẽ xuống đường Nguyễn Hữu Cảnh

Đường Nguyễn Hữu Cảnh dài gần 3,2 km, đi gần như song song với bờ sông Sài Gòn, có điểm đầu tại ngã tư giao với đường Tôn Đức Thắng và đường Lê Thánh Tôn (nay là đầu cầu Ba Son) và điểm cuối tại đường Điện Biên Phủ ngay đầu cầu Sài Gòn phía quận Bình Thạnh. Ngoài ra, trên tuyến còn có một nút giao thông khác mức với đường Ngô Tất Tố và cầu Thủ Thiêm.

## Lịch sử
Tuyến đường được khởi công xây dựng vào tháng 5 năm 1997 với tên gọi là đường Lê Thánh Tôn nối dài. Dự án có chiều dài toàn tuyến là 3.690 m, rộng 35–50 m, trên tuyến có 3 cây cầu là cầu Thị Nghè 2, cầu Văn Thánh 2 và cầu vượt nút giao thông đầu cầu Sài Gòn. Tổng vốn đầu tư xây dựng ban đầu là 278 tỷ đồng, sau được điều chỉnh thành 419 tỷ đồng. Năm 1998, nhân dịp kỷ niệm 300 năm Sài Gòn – Thành phố Hồ Chí Minh, đường Lê Thánh Tôn nối dài được đặt tên mới là đường Nguyễn Hữu Cảnh. Đường được thông xe vào đầu năm 2002.

## Tình trạng tuyến đường

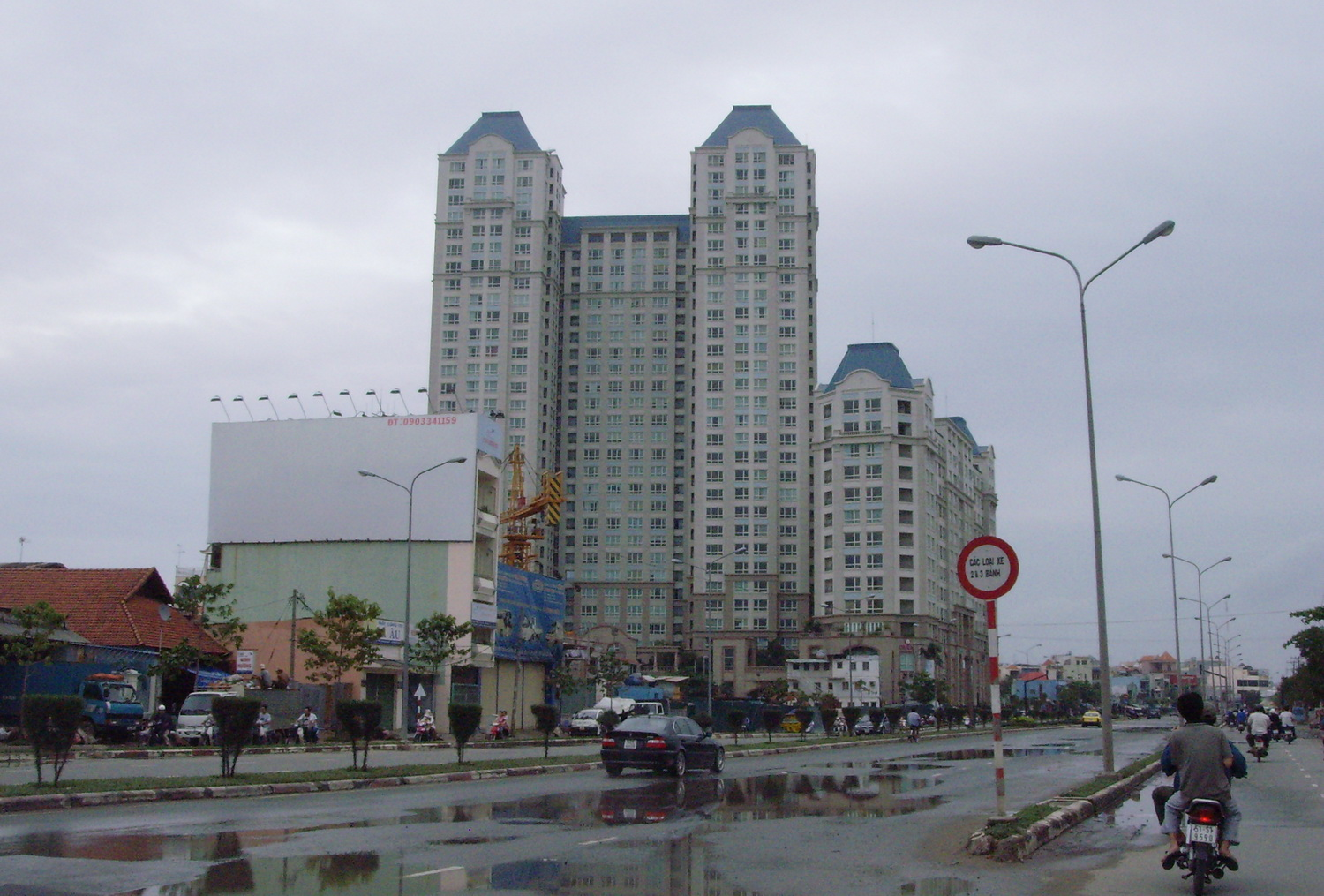
Đường Nguyễn Hữu Cảnh vào năm 2007

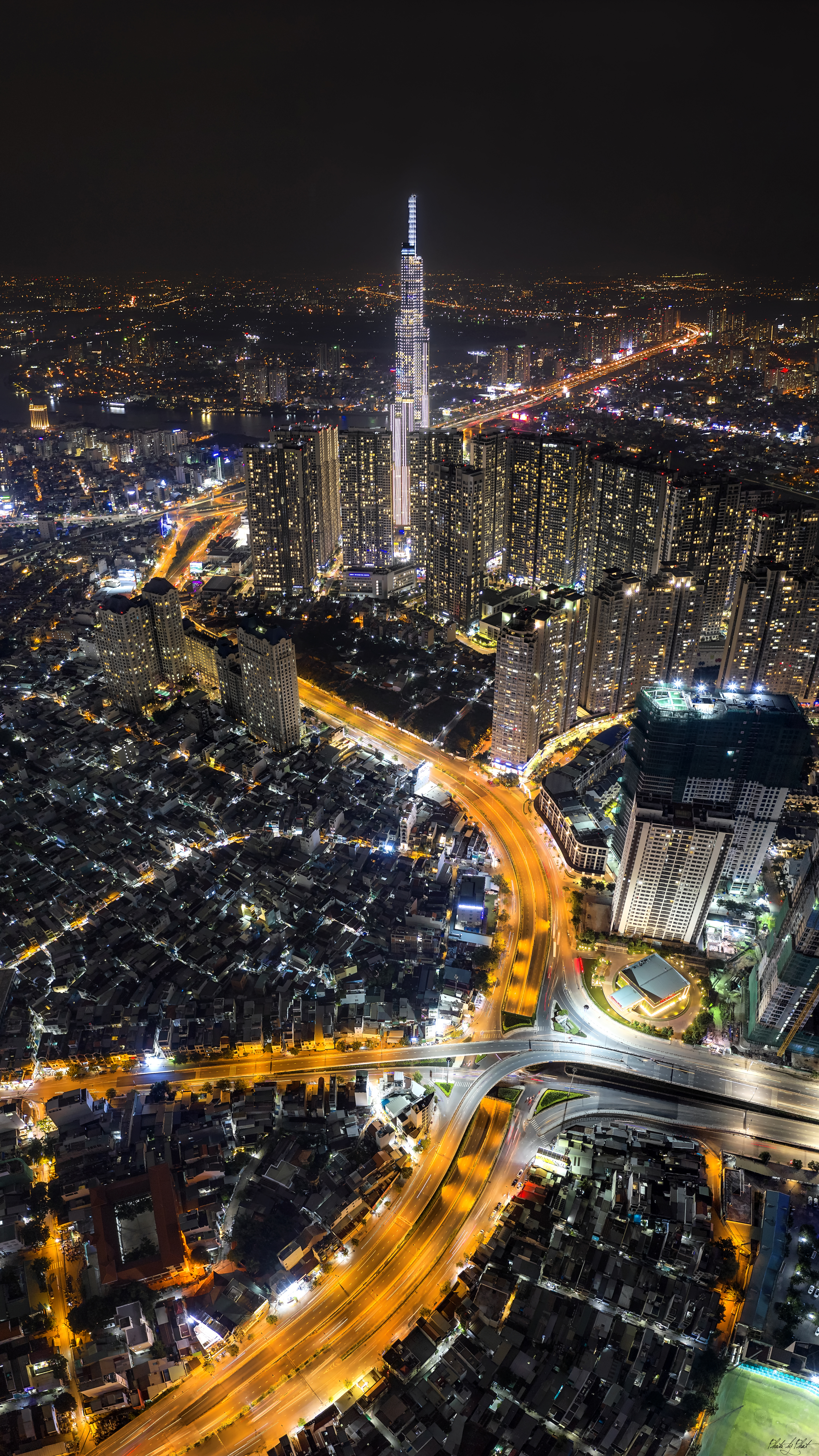
Đường Nguyễn Hữu Cảnh về đêm

Sau khi đưa vào sử dụng, trên tuyến đường đã xảy ra hàng loạt sự cố nghiêm trọng. Tháng 4 năm 2002, hầm chui hai đầu cầu Văn Thánh 2 bị lún đến 1,1 m, phải dỡ bỏ để làm lại. Liên quan đến sự cố này, vào tháng 5 năm 2006 Tòa án nhân dân Thành phố Hồ Chí Minh đã tuyên phạt 9 người từ 2 đến 3 năm tù, trong đó 3 người được hưởng án treo. Năm 2003, cơ quan chức năng phát hiện nhiều đoạn của đường Nguyễn Hữu Cảnh bị lún từ 5 cm đến 1,1 m. Đến tháng 7 năm 2004, tại cầu Văn Thánh 2 lại phát hiện hư hỏng ở đầu dầm và mố cầu; cầu được sửa chữa lần thứ nhất bằng phương pháp bù lún từ tháng 12 năm 2005 đến tháng 2 năm 2006. Tuy nhiên, vào tháng 3 năm 2006 cầu lại tiếp tục bị thủng, mố cầu bị chuyển dịch và có nguy cơ sập. Tháng 7 năm 2007, Thành phố Hồ Chí Minh chi hơn 141 tỷ đồng để sửa chữa cầu Văn Thánh 2 lần thứ hai bằng hình thức xây cầu cạn nối hai đầu cầu, việc sửa chữa hoàn tất vào đầu năm 2009. Một hạng mục khác trên tuyến đường cũng bị lún, nứt sau khi đưa vào sử dụng là cầu vượt Nguyễn Hữu Cảnh. Năm 2016, thành phố đã cho sửa chữa cây cầu với kinh phí hơn 12 tỷ đồng.
Qua nhiều năm khai thác, tuyến đường có nhiều đoạn bị lún nặng, trong đó đoạn từ cầu Thủ Thiêm đến cầu vượt Nguyễn Hữu Cảnh nặng nhất 1,2 m, khiến cho đường bị ngập sâu mỗi khi mưa lớn. Tháng 9 năm 2017, thành phố đã cho lắp đặt máy bơm chống ngập với công suất lên đến 97.000 m³/giờ của Công ty cổ phần Tập đoàn công nghiệp Quang Trung tại đường Nguyễn Hữu Cảnh. Máy bơm được vận hành từ ngày 2 tháng 10 năm 2017, được thành phố đánh giá là cơ bản mang lại hiệu quả. Năm 2019, chính quyền chính thức thuê máy bơm với giá 14,2 tỷ đồng mỗi năm.
Ngày 5 tháng 10 năm 2019, đường Nguyễn Hữu Cảnh được khởi công sửa chữa với tổng mức đầu tư 473 tỷ đồng. Dự án thực hiện nâng cấp, sửa chữa, cải tạo hư hỏng nền, mặt đường đồng thời xây dựng, cải tạo vỉa hè, hệ thống thoát nước, hệ thống chiếu sáng, cây xanh, thảm cỏ, công trình hạ tầng kỹ thuật, sửa chữa hư hỏng một số hạng mục công trình khác dọc tuyến. Công trình hoàn thành vào ngày 30 tháng 4 năm 2021.